# Gare de Brundall
La gare de Brundall est une gare ferroviaire britannique du Wherry Lines, située au village de Brundall dans le comté du Norfolk à l'est de Angleterre.

## Situation ferroviaire

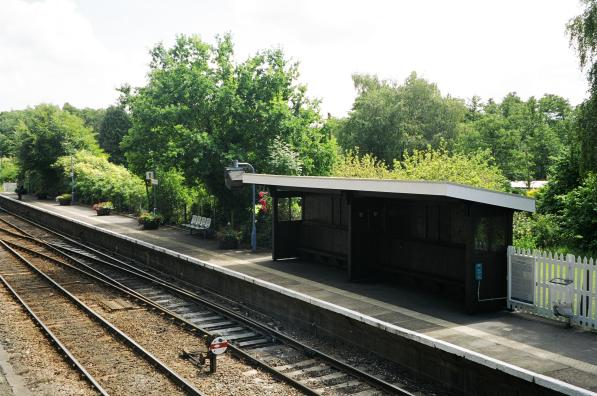
Quai 1 vide de la gare de Brundall

Établie à 3 mètres d'altitude, la gare de Brundall est située au point kilométrique (PK) 5,60 de la Wherry Lines : ligne de Norwich à Lowestoft, entre les gares de Brundall Gardens et de Buckenham. Gare de bifurcation, elle est également l'origine de la Wherry Lines : ligne de Brundall à Great Yarmouth, avant la Brundall Junction et la gare de Lingwood.

## Histoire
La station intermédiaire de Brundall est mise en service le 1er mai 1844 par la Compagnie du chemin de fer de Yarmouth à Norwich (en anglais : Yarmouth & Norwich Railway (Y&NR)), lorsqu'elle ouvre à l'exploitation sa ligne de Yarmouth à Norwich.